# 西子湾
座標: 北緯22度37分42秒 東経120度15分52秒 / 北緯22.628285度 東経120.264473度
西子湾（せいしわん、繁体字中国語: 西子灣）は台湾高雄市西端にある台湾海峡に通じる湾一帯の景勝地。柴山南西側山麓に位置し、南は海（高雄港）を隔てて旗津を臨む自然形成された湾があり、最北端は柴山で小さな浅瀬の砂浜が海水浴場となっている。日没時の夕陽と天然の岩礁が名所として知られている。
清朝初期にこの地域は「洋路湾」、「洋子湾」あるいは「斜湾」と呼ばれており、閩南語での訛りが転じて｢斜仔湾｣、さらに「西仔湾、西子湾」となったとされている。また、中国の北宋時代の詩人蘇東波が杭州の西湖の美しさを中国四大美人の西施に喩えて「西子湖」と詠んだことに倣って、その美しさをなぞらえて「台湾の西湖」という意味も込められた説もある。行政区分としては鼓山区桃源里の南端部、地理的にはそのうち国立中山大学を北端とし、哨船頭山の西側の平地を指すが、一般的には哨船頭山を含めることもある。

## 歴史

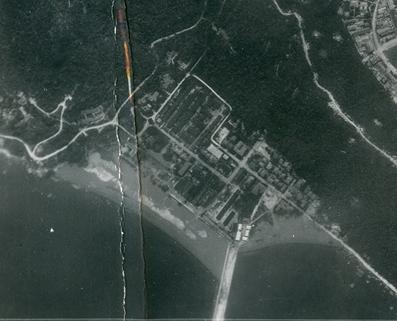
西子湾の航空写真（1945年）

- 1865年（同治4年）2月 - 天利洋行（Macphail & Co.）が西子湾に面した小高い丘（哨船頭山）に台湾初の西洋建築すなわち打狗英国領事館を建造。
- 1916年（大正5年） - 台湾総督府が西子湾地区に「寿海水浴場」を開設。
- 1927年（昭和2年） - 海野三次郎の手により柴山を貫通する「西子湾隧道」が着工、寿山が台湾八景の一つに選ばれた。
- 1928年（昭和3年） - 海水浴場が大幅拡張されるとともに同年10月に西子湾隧道が貫通。
- 1933年（昭和8年） - 西子湾隧道が正式供用。全長260メートル、幅6メートル、高さ3.6メートルで当時は「寿山洞」と呼ばれていた。
- 1935年（昭和10年） - 海水浴場付近に海水温浴場と児童プールが建設される[4]。
- 1975年（民国64年） - 中華民国政府が「西子湾風景区」再開発に着手。蔣介石行館（中国語版）、海浜公園、動物園などが整備される。
- 1980年（民国69年）7月 - 中華民国政府が西子湾に国立中山大学準備処を設置、西子湾動物園は寿山反対側に移転し寿山動物園（中国語版）となる（1986年開業）。
- 1990年 - 高雄市政府が西子湾隧道の中段部（寿山二号洞）を全面改修。
- 2008年9月14日 - 高雄捷運橘線西子湾駅が開業。

## 周辺

### 前清打狗英国領事館官邸

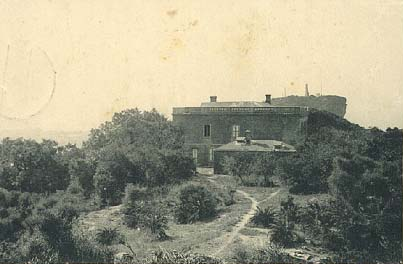
1910年の打狗英国領事館官邸

清朝時代の1865年に打狗港（現高雄港）北端の寿山上の海抜に30メートルの丘に英国様式で建造した領事館官邸。現在は国家二級古蹟として有数の観光地となっている。

### 西子湾十八王公廟

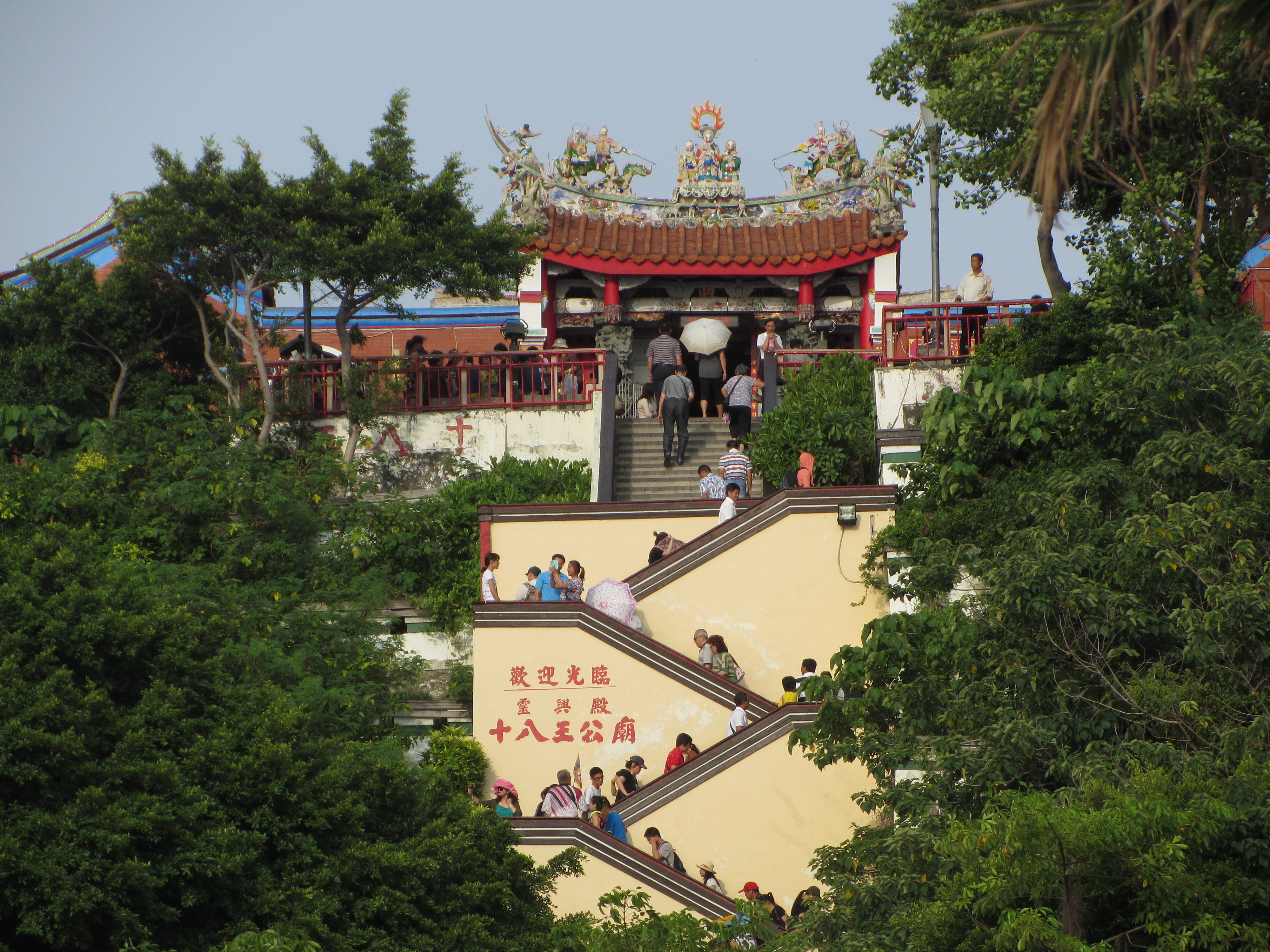
十八王公廟

康熙23年（1684年）、中国大陸からの漁船が西子湾で沈没した。18人の船員は脱出して避難のため上陸したが鳳山県役人に海賊と誤認され惨殺された。住民が乗員の遺骨を引き取りこの地に埋葬した。一説には難破船で見つかった18人の遺体を供養するために住民が埋葬したとも言われている。その後住民が西子湾地区の山麓に小さな祠を建てたが、1983年に国立中山大学の用地拡張のため山頂の打狗英国領事館横に移設されることになった。

### 国立中山大学
西子湾の小高い丘にある中山大学は1924年に孫文（孫中山）が創立した中国本土側広東省の国立広東大学（現中山大学）が前身。開校前はこの場所に西子湾動物園があった。第二次国共内戦後に元中山大学の卒業生らが長年陳情し、1980年7月に政府がこの地に「国立中山大学準備処」を設置。西子湾風景区がキャンパスに変貌を遂げた。初代学長は李煥。

### 蔣公紀念館

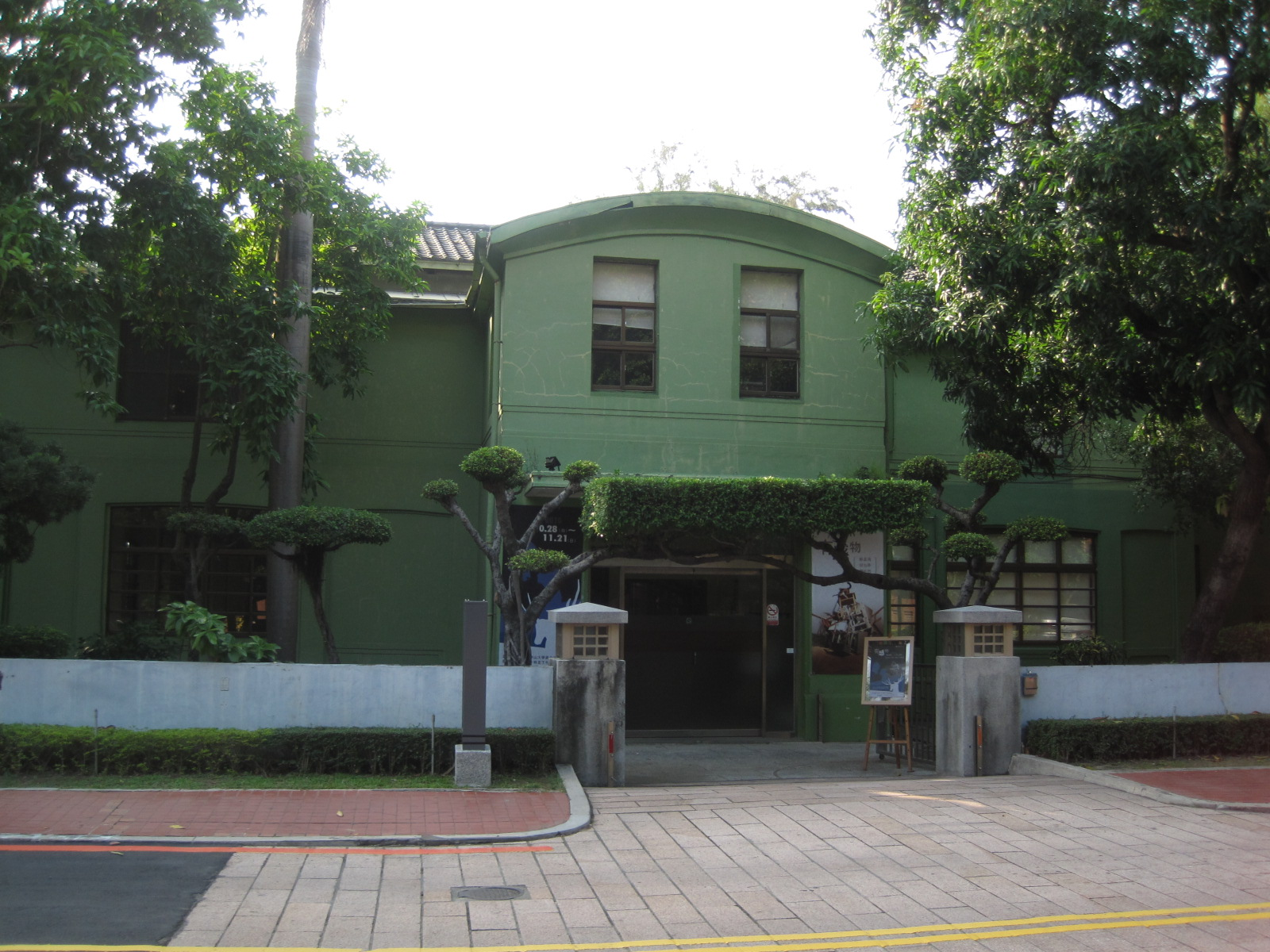
中山大学蔣公行館

蔣公紀念館は西子湾北側の中山大学内にある記念館。旧称は蔣公行館で2階建ての和洋折衷建築。当初は台湾総督府が開催した台湾施政40周年記念博覧会で「観光館」として1935年に落成。その後海水浴場付帯の温浴場となった。戦後は蔣介石の別荘として使われた。2004年に高雄市文化局が市指定古蹟に編入。1階部分は「西湾芸廊」というギャラリーで元は文物展覧室と厨房、住居と浴室が整備された空間だった。2階部分は50坪一間の大ホールが2室あり、蔣介石に関する文献や資料を展示している。

### 西子湾隧道

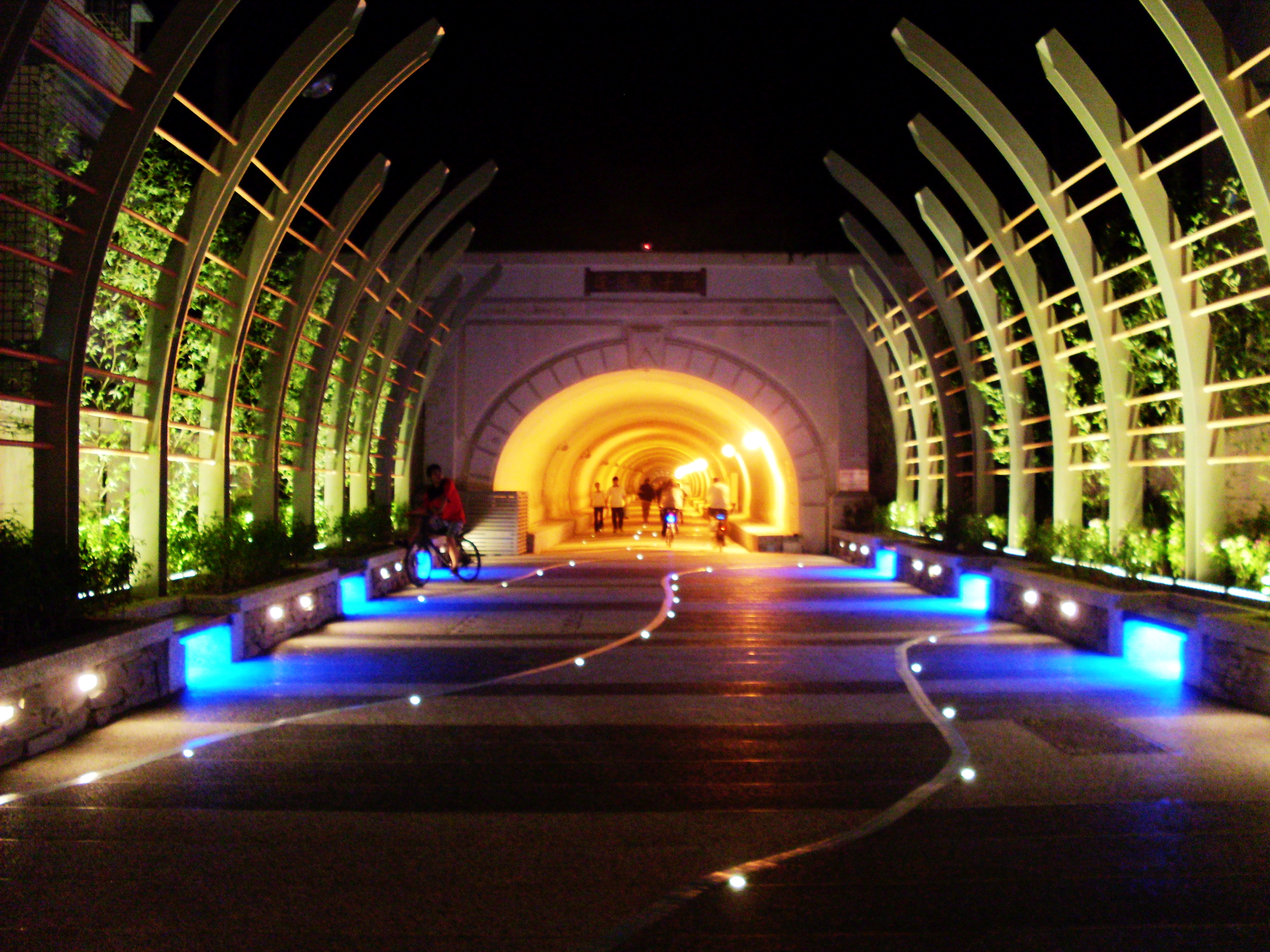
国立中山大学へ通じる西子湾隧道の入口。

西子湾隧道は1927年（昭和2年/民国16年）に日本人技師の海野三次郎によって起工された寿山を貫通する全長260メートル、幅6メートル、高さ3.6メートルのトンネル。翌年10月に完工し寿山洞と呼ばれていた。内部は前・中・後の3区画に分かれている。第二次世界大戦中は多数の防空壕トンネルが増設された。
1990年と1991年に全面改修され、現在は哈瑪星と国立中山大学を結ぶ重要な交通ルートであり、観光客も多い。防空壕用のトンネルは一般の立ち入りが制限されている。2004年に「西子湾隧道とその防空施設」が市政府の指定歴史建築に登録された。

### 西子湾海水浴場

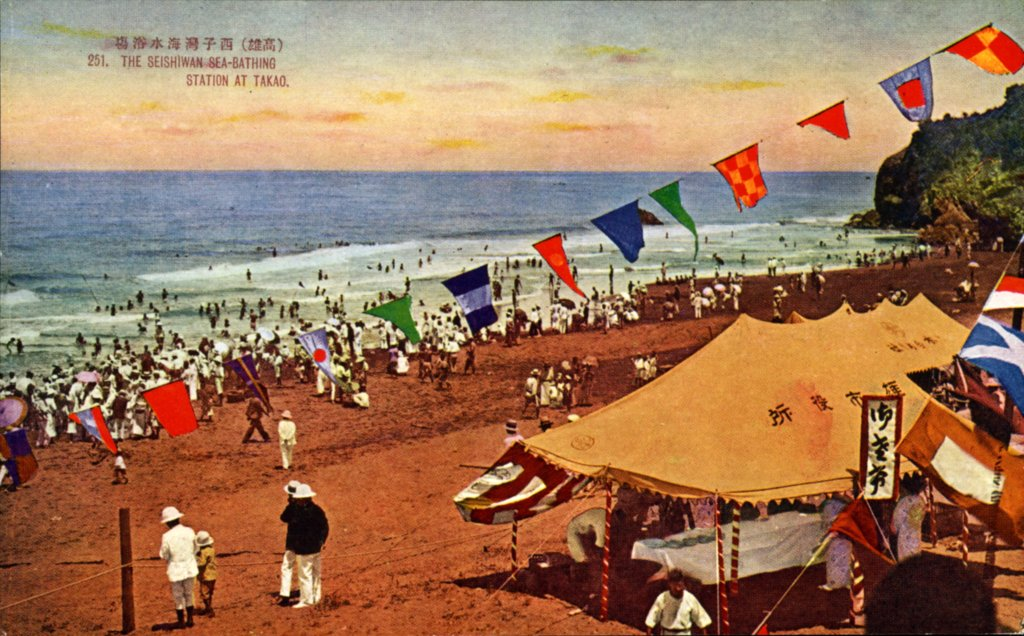
日本統治時代の西子湾の絵はがき

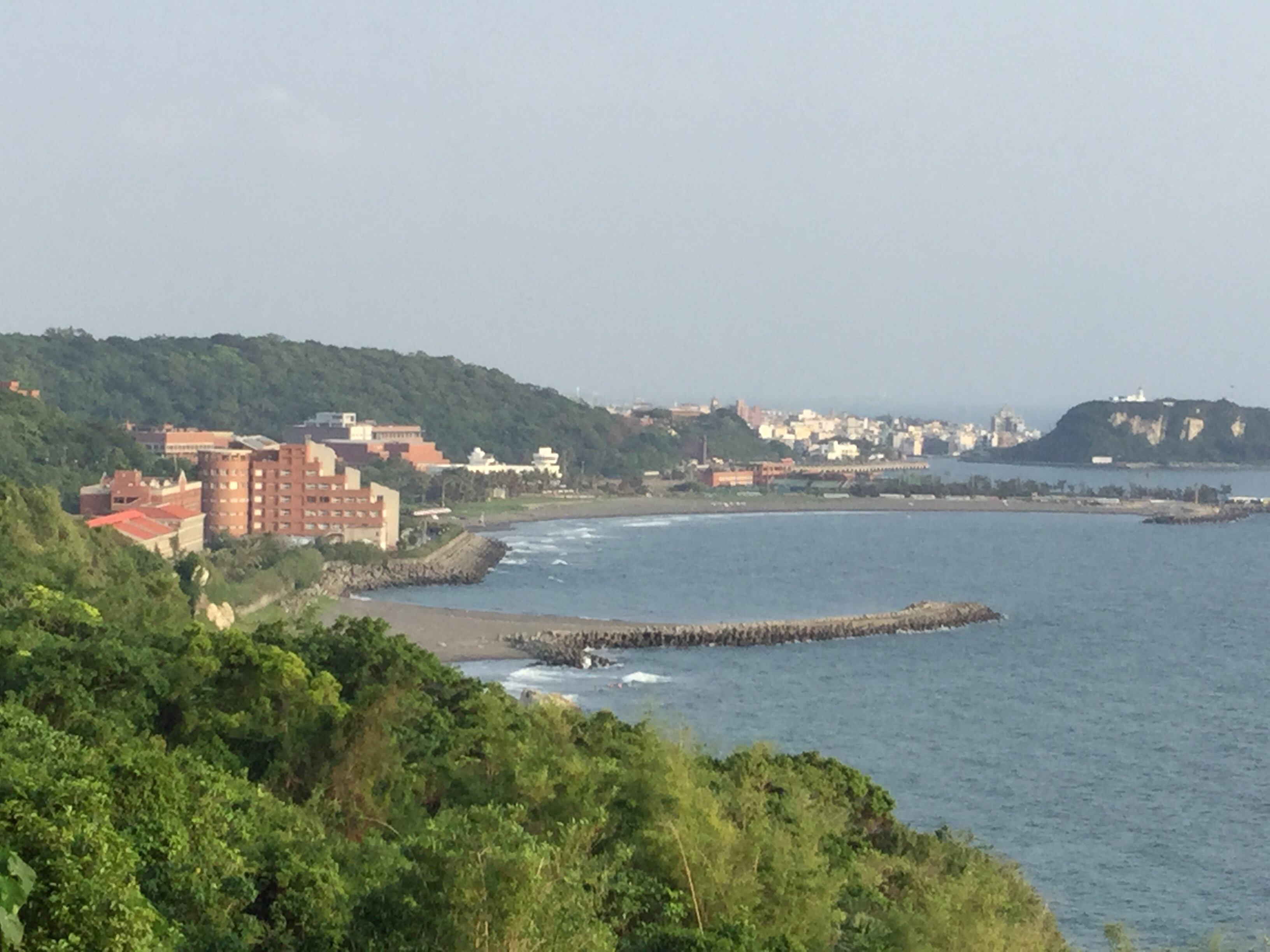
中山大学北側からの第二海水浴場

西子湾には3ヶ所のビーチに分類される。第一ビーチは最南端の高雄港第一港口防波堤内部に、第二ビーチは防波堤外側に、残る1ヶ所は北側の中華民国海軍柴山軍事管制区内にある。日本統治時代に寿海水浴場の名称で1928年6月に開設され、翌年6月にレストランが、1935年には児童用プールが増設された。防波堤内側に旧来からあったものは中山大学が運動場を設置するために埋め立てられた。現在の海水浴場は1975年に第一港口防波堤外側に増設されたもの。大学の海工館や海洋科学学院の建物を挟んで消波ブロックに囲われた南北2ヶ所の小規模なビーチに分かれている。大学敷地内に砂浜に面したリゾートホテル（西子湾沙灘会館）がある。

## 大衆文化と西子湾

### 文学
1750年（乾隆15年）に鳳山県役人だった卓肇昌が発表した詩集「鼓山八詠」で副題「斜灣樵唱」の注釈で『斜仔灣，曲徑紆迴，石嵐松陰，樵人憩息，景絕幽折。』と記されるなど、「斜仔湾」と呼ばれていたものが閩南語の訛りで転じて「西仔湾、西子湾」となったとされている。

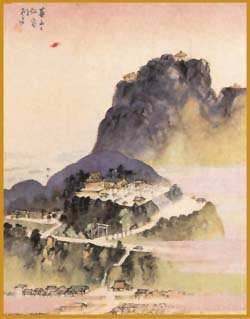
日本の鳥瞰図絵師吉田初三郎が描いた寿山

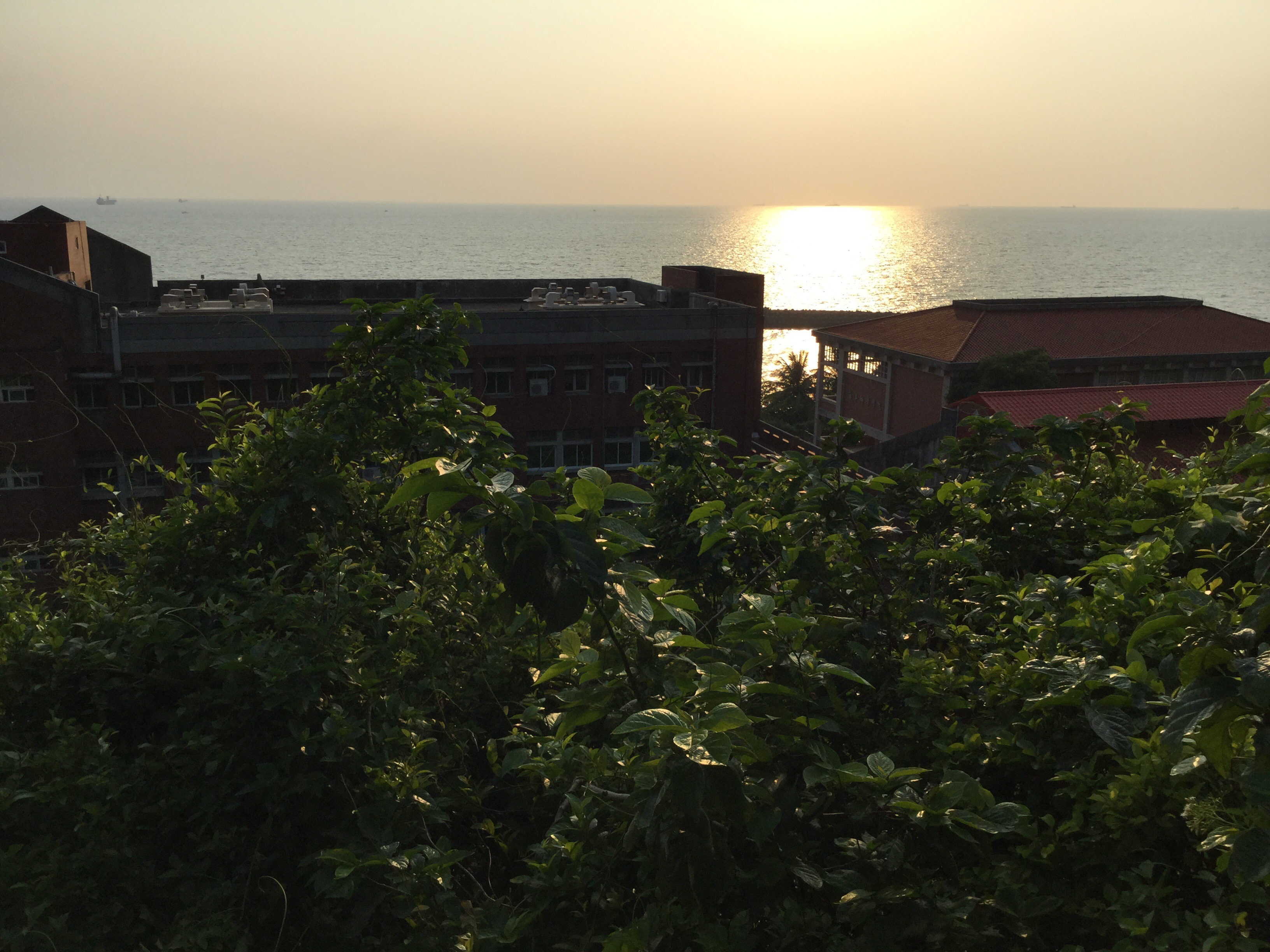
西子湾の夕陽

| 「 | 忽聽樵子唱，躑躅下前山，幾曲斜峰亂，一肩落日還；輕風聞遠浦，清澈渡花灣， 嫋嫋鶯頻和，冷冷石默頑；行歌聊自適，笑士不如閒，試問家何處，白雲屋半間。 | 」 |

### 日本統治時代の台湾八景
1927年（昭和2年）、当時台湾北部の一大日刊紙だった台湾日日新報が投票形式で台湾八景選出を開催し、寿山（西子湾の夕陽）がその一つに選定された。

#### 高雄八景
西子湾近辺の風景は高雄八景（打狗八景）にも選ばれている。
- 旗山夕照（夕陽）
- 埕埔曉鷺
- 猿峰夜雨
- 戌樓秋月（旗後灯台の秋月）
- 江港歸帆（帰港する船のシルエット）
- 鼓灣濤聲（港外の潮騒と波音）
- 苓洲晴嵐
- 汀村漁歌

### 映画
魂斷西子灣（1958年）
- 監督：ジョゼフ・クオ（郭南宏）
- 出演：洪流

### 西子湾文学奨
国立中山大学中国文学科が1990年代から主催している文学賞。
白話を主体とする新詩や散文、小説の創作を通じて学生を奨励するべく創設された。

### 高捷少女
高雄捷運公式イメージキャラクター「高捷少女」の小穹（シャオチョン）の公式キャラクターソング「下一站．與你」で西子湾の夕陽を描写した歌詞がある。